# 特种侦察

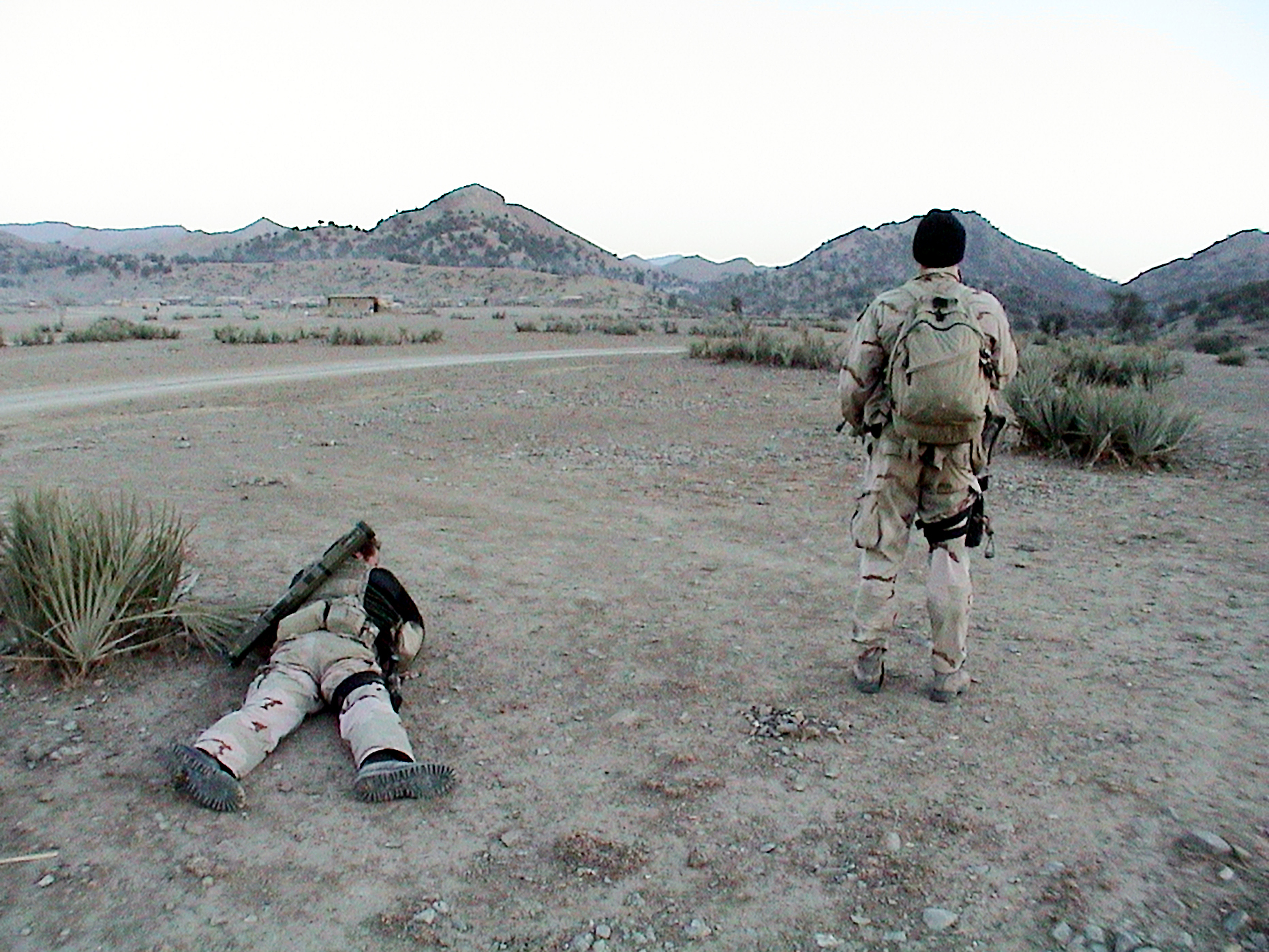
2002年，海豹部隊成員在阿富汗執行特种侦察任務

特种侦察是指特種部隊或軍事情報机构派出军人前往敵對陣營控制的範圍內行动，例如秘密搜集情報、觀測敵情、放置傳感器，並且還應避免直接與敵對陣營人員战斗或被敵對陣營人員发现。執行特种侦察的軍人還要與自己陣營保持秘密聯絡，並且還要將自己掌握的情況向高層匯報。
根据海牙公约以及日内瓦公约，只要战斗人员穿著軍服執行特種偵查任務，那麼這些人就不應該視為间谍。